# Колібрі-пухоніг золотистоголовий
Колі́брі-пухоні́г золотистоголовий (Haplophaedia aureliae) — вид серпокрильцеподібних птахів родини колібрієвих (Trochilidae). Мешкає в Андах і горах Панами.

## Опис

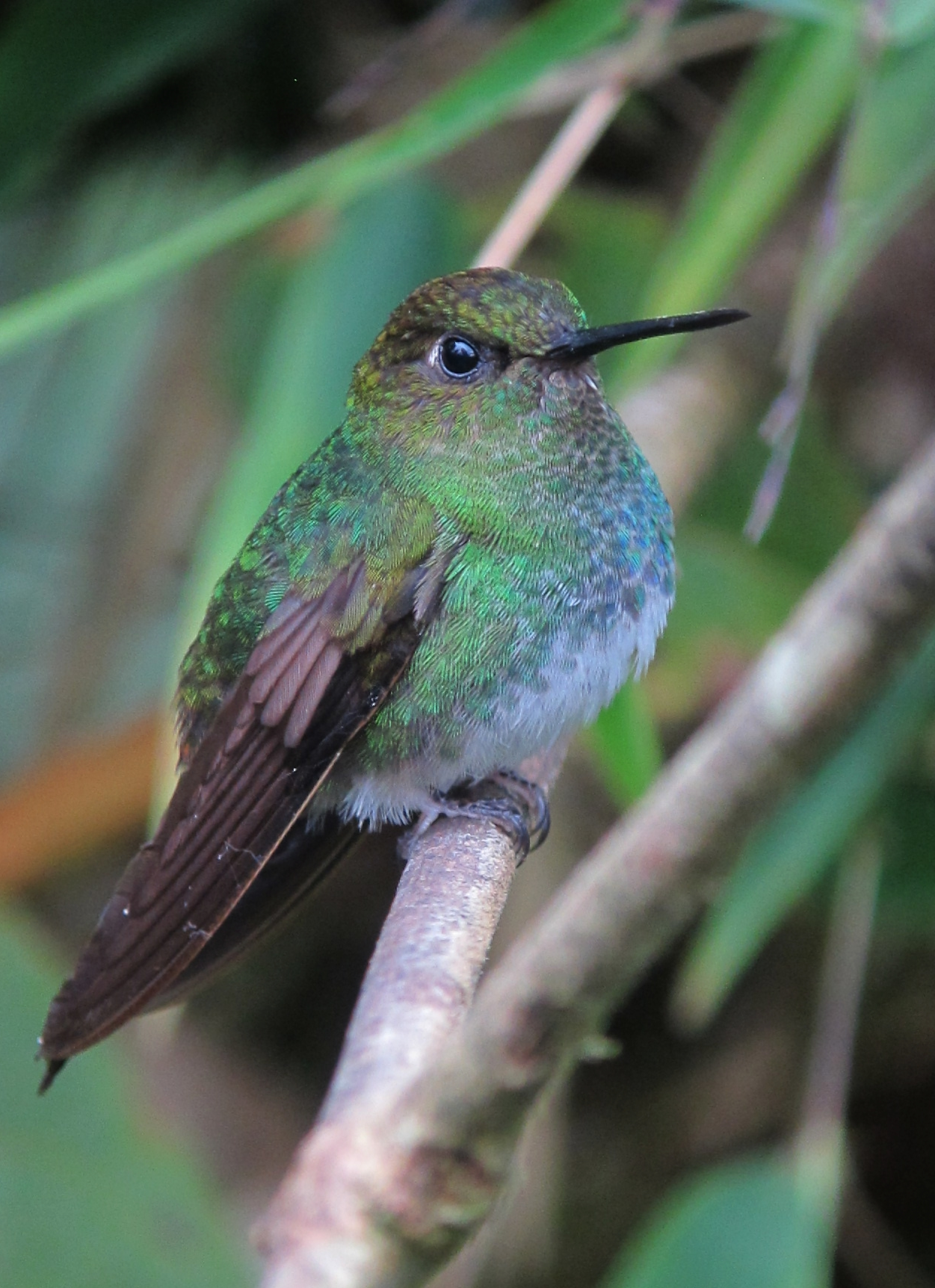
Золотистоголовий колібрі-пухоніг

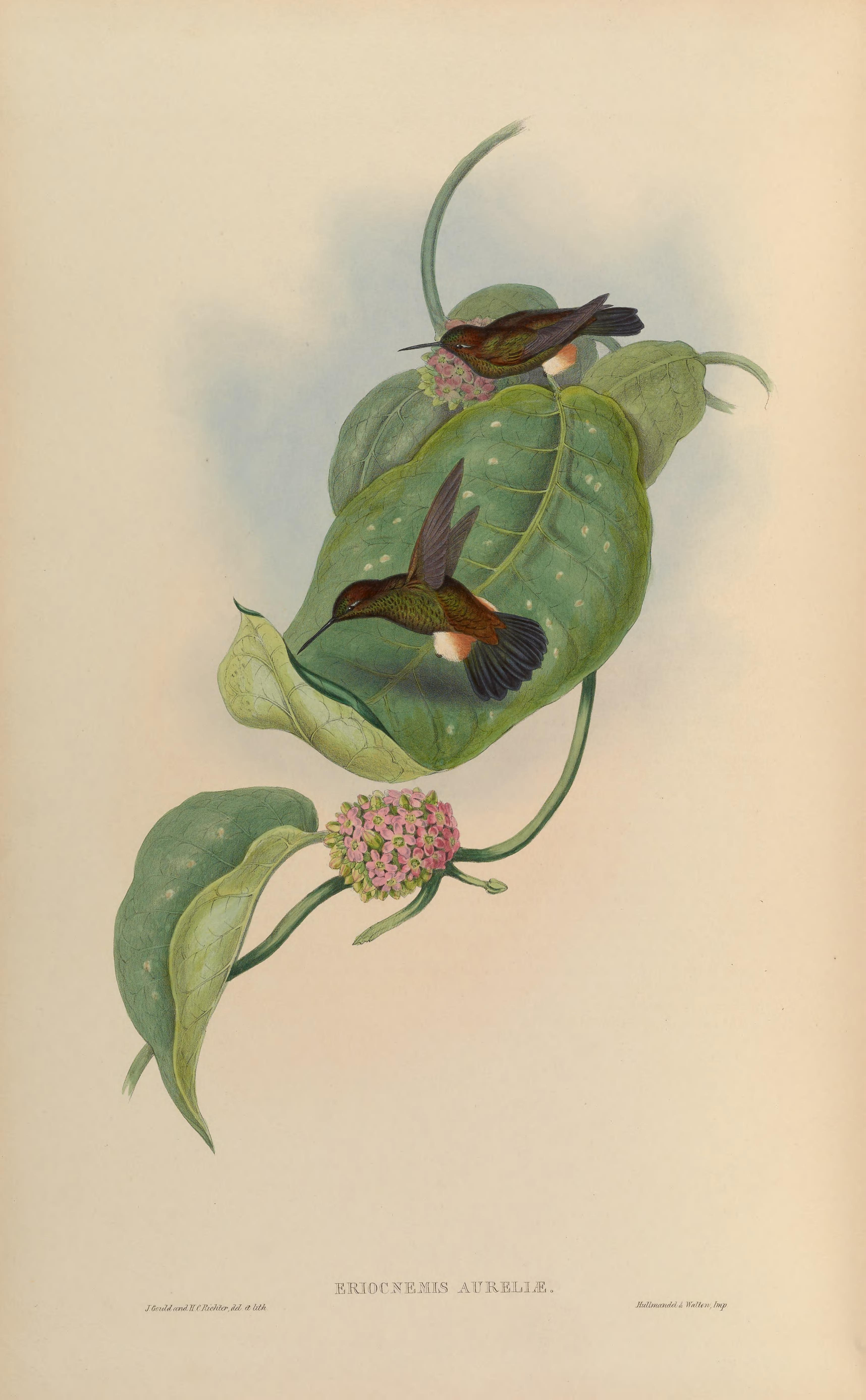
Золотистоголові колібрі-пухоноги

Довжина птаха становить 9-11,6 см, вага 4-6,5 г. У самців номінативного підвиду верхня частина тіла зелена, голова і шия мають мідний відтінок, надхвістя світло-мідно-бронзове. Нижня частина тіла більш тьмяно-зелена, поцяткована сірувато-білим лускоподібним візерунком. Лапи покриті білим пуховим пір'ям, позаду воно світло-жовтувате. Хвіст дещо роздвоєний, синювато-чорний. За очима білі плямки. Дзьоб прямий, чорний, довжиною 20 мм. Самиці мають подібне забарвлення, однак нижня частина тіла у них сильніше поцяткована лускоподібним візерунком, а пух на лапах повністю білий. Забарвлення молодих птахів є подібне до забарвлення самиць.
У представників підвиду H. a. caucensis верхня частина тіла трав'янисто-зелена, голова і надхвістя мають більш виражений мідний відтінок, на животі у них біла пляма. Самці підвиду H. a. floccus мають подібне забарвлення, однак нижня частина тіла у них більш блідо-зелена, верхня частина тіла більш мідна, а верхні покривні пера хвостяскраво-коричневі. У самиць цього підвиду шия і груди також поцятковані лускоподібним візерунком. Самці підвиду H. a. galindoi у порівнянні з самцями H. a. floccus є більш темно-зеленими. а у самиць цього підвиду лускоподібний візерунок на нижній частині тіла менш виражений. У представників підвиду H. a. russata верхня частина тіла є більш яскраво-мідною, ніж у представників номінативного підвиду, дзьоб у них довший, а лускоподібний візерунок на нижній частині тіла коричневий, а не сірувато-білий. Представники підвиду H. a. cutucuensis є схожими на представників номінативного підвиду, однак пера на нижній частині тіла мають більш широкі сірувато-білі краї.

## Підвиди
Виділяють шість підвидів:
- H. a. floccus (Nelson, 1912) — гори на крайньому сході Панами і в сусідніх районах на північному заході Колумбії (Серро-Малі, Серро-Такаркуна[es]);
- H. a. galindoi Wetmore, 1967 — гора Серро-Пірре на крайньому сході Панами;
- H. a. caucensis (Simon, 1911) — Західний і Центральний хребти Колумбійських Анд;
- H. a. aureliae (Bourcier & Mulsant, 1846) — Східний хребет Колумбійських Анд, можливо, також східні схили Центрального хребта;
- H. a. russata (Gould, 1871) — східні схіли Еквадорських Анд;
- H. a. cutucuensis Schuchmann, Weller & Heynen, 2000 — східні схили Анд на південному сході Еквадору (Кордильєра-де-Кутуку[de], Кордильєра-дель-Кондор) і на крайній півночі Перу.

## Поширення і екологія
Золотистоголові колібрі-пухоноги мешкають в Панамі, Колумбії, Еквадорі і Перу. Вони живуть у вологих гірських тропічних лісах, на узліссях, рідше на порослих чагарниками галявинах. В Колумбії зустрічаються на висоті від 1500 до 3100 м над рівнем моря, в долинах місцями на висоті до 900 м над рівнем моря, в Панамі на висоті від 510 до 1500 м над рівнем моря, переважно на висоті понад 900 м над рівнем моря, в Еквадорі на висоті від 1300 до 2100 м над рівнем моря.
Золотистоголові колібрі-пухоноги живляться нектаром різноманітних квітучих чагарників, невисоких дерев і бромелієвих, а також дрібними комахами, яких збирають з рослинності. Захищають кормові території. Гніздування відбувається переважно з грудня по березень, однак було зафіксовані і в інші місяці. Гніздо невелике, чашоподібне, робиться з моху і павутиння, встелюється м'яким рослинним матеріалом, підвішується під широким листом, на висоті 2 м над землею. В кладці 2 яйця.